# Driftwood Island, Nunavut
Driftwood Island är en ö i Kanada.   Den ligger i territoriet Nunavut, i den östra delen av landet, 1 300 km norr om huvudstaden Ottawa. Arean är 33 kvadratkilometer.
Terrängen på Driftwood Island är platt. Öns högsta punkt är 43 meter över havet. Den sträcker sig 6,4 kilometer i nord-sydlig riktning, och 10,7 kilometer i öst-västlig riktning.